# Look Up
Look Up é o vigésimo primeiro álbum de estúdio do cantor e compositor inglês Ringo Starr. Lançado em 10 de janeiro de 2025 pela Universal Music, este é seu primeiro álbum de estúdio em mais de cinco anos, desde What's My Name (2019). O disco traz influências da música country e conta com participações especiais de Billy Strings, Molly Tuttle, Lucius e Larkin Poe, além de composições e produção de T-Bone Burnett.

## Recepção
Ben Cardew, da Pitchfork, analisou o álbum e lhe deu uma nota 6,3. Ele o descreveu como tendo uma produção moderna, uma bateria sólida e "cheio de toques maravilhosamente sensíveis".
Emma Harrison, da Clash, escreveu que o álbum "soa contemporâneo e vibrante, com letras reflexivas que destacam seus vocais calorosos" e que é "diferente de tudo o que ele já fez antes", atribuindo uma nota 8/10.
Dale Maplethorpe, da revista Far Out, descreveu Look Up como "tecnicamente bem produzido, mas sem entregar os principais elementos que nos fazem apreciar a música country", dando três de cinco estrelas.
Rob Sheffield, da Rolling Stone, chamou o álbum de "o som de Ringo sendo ele mesmo, a estrela do rock menos cínica do universo, exatamente o que queremos desse sábio experiente", avaliando-o com 3,5 de 5 estrelas.

## Lista de faixas
| Lista de faixas de Look Up |                                                 |                                              |         |  |
| N.º                        | Título                                          | Compositor(es)                               | Duração |  |
| 1.                         | "Breathless" (com Billy Strings)                |                                              | 3:02    |  |
| 2.                         | "Look Up" (com Molly Tuttle)                    | T-Bone Burnett Daniel Tashian                | 3:10    |  |
| 3.                         | "Time on My Hands"                              | T-Bone Burnett Daniel Tashian Paul Kennerley | 3:59    |  |
| 4.                         | "Never Let Me Go" (com Billy Strings)           |                                              | 3:55    |  |
| 5.                         | "I Live for Your Love" (com Molly Tuttle)       | T-Bone Burnett Bill Swan                     |         |  |
| 6.                         | "Come Back" (com Lucius)                        |                                              | 2:49    |  |
| 7.                         | "Can You Hear Me Call" (com Molly Tuttle)       |                                              | 2:54    |  |
| 8.                         | "Rosetta" (com Billy Strings e Larkin Poe)      |                                              | 3:46    |  |
| 9.                         | "You Want Some"                                 | Bill Swan                                    | 3:03    |  |
| 10.                        | "String Theory" (com Molly Tuttle e Larkin Poe) | T-Bone Burnett Daniel Tashian                | 3:37    |  |
| 11.                        | "Thankful" (com Alison Krauss)                  | Bruce Sugar Richard Starkey                  | 3:38    |  |

## Desempenho nas paradas
| Parada (2025)                             | Melhor Posição |
| ----------------------------------------- | -------------- |
| (Ö3 Austria Top 40)                       | 14             |
| (Ultratop Flanders)                       | 63             |
| (Offizielle Top 100)                      | 14             |
| (Oricon)                                  | 35             |
| (Scottish Albums)                         | 5              |
| (PROMUSICAE)                              | 54             |
| (Swiss Hitparade)                         | 7              |
| (UK Albums Chart)                         | 79             |
| (OCC Americana Albums)                    | 1              |
| (OCC Country Albums)                      | 1              |
| (Billboard 200)                           | 147            |
| (Billboard Folk Albums)                   | 12             |
| (Billboard Top Country Albums)            | 27             |
| (Billboard Top Rock & Alternative Albums) | 30             |